# Piaski
Piaski (pronunciación en polaco: /ˈpjaskʲi/) es un pueblo en el distrito administrativo de Gmina Konopnica, dentro del condado de Wieluń, voivodato de Łódź, en el centro de Polonia.  Se encuentra aproximadamente a 5 kilómetros al noreste de Konopnica, a 28 kilómetros al noreste de Wieluń, y a 61 kilómetros al suroeste de la capital regional, Łódź.